# Kristof Allegaert
Kristof Allegaert (1976) è un ciclista belga, vincitore di 3 edizioni della Transcontinental Race e di altre competizioni di ultraciclismo.

## Risultati
Nel 2011 ha completato il Tour de France Randonneur, una corsa ciclistica non competitiva di circa 4800 chilometri che prevede il giro della Francia, toccando 60 punti di controllo, in completa autonomia, in 13 giorni, 2 ore e 15 minuti, battendo il record di 13 giorni, 9 ore e 20 minuti stabilito da Patrick Plaine nel 1978.
Nel 2013 ha vinto la prima edizione della Transcontinental Race, percorrendo i 3200 chilometri tra Londra e Istanbul in 7 giorni, 13 ore e 45 minuti. Ha successivamente ripetuto il piazzamento nel 2014 e nel 2016.
Nel 2015 ha vinto la prima edizione della Red Bull Trans Siberian Extreme, gara di ultraciclismo di quasi 9200 chilometri complessivi che segue il percorso della ferrovia Transiberiana tra Mosca e Vladivostok, divisa in 15 tappe tra i 300 e i 1400 chilometri di lunghezza ciascuna. Allegaert ha completato la gara in 13 giorni 6 ore 57 minuti, tempo che non tiene conto delle soste tra le tappe.
Nel 2017 si trovava in testa alla Indian Pacific Wheel Race in Australia a poche centinaia di chilometri dal traguardo quando la gara è stata interrotta in seguito alla morte di Mike Hall, che al momento di trovata in seconda posizione, il quale era stato fatalmente investito da un'auto.
| Anno | Competizione                    | Posizione | Tempo                     | Distanza approssimativa |
| ---- | ------------------------------- | --------- | ------------------------- | ----------------------- |
| 2013 | Transcontinental Race           | 1º        | 7 giorni 13 ore 45 minuti | 3200 km                 |
| 2014 | Transcontinental Race           | 1º        | 7 giorni 23 ore 0 minuti  | 3600 km                 |
| 2015 | Red Bull Trans Siberian Extreme | 1º        | 13 giorni 6 ore 57 minuti | 9200 km                 |
| 2016 | Transcontinental Race           | 1º        | 8 giorni 14 ore 38 minuti | 3800 km                 |
| 2017 | Indian Pacific Wheel Race       | 1º        | n/a                       | 5500 km                 |